# قزاق‌لار-کوبوو
قزاق‌لار-کوبوو (انگلیسی: Kazaklar-Kubovo) یک شهرک در شهرستان بوزدیاکسکی باشقیرستان کشور روسیه است.